# 1982 en informatique
1981 en informatique - 1982 - 1983 en informatique
Cet article présente les principaux événements de 1982 dans le domaine informatique.

## Événements
- La France présente le Minitel et l'annuaire électronique au grand public.
- En mai, 235 machines sont raccordées au réseau Arpanet[1].
- Prix Turing en informatique : Stephen Cook.
- Prix Nevanlinna : Robert Tarjan.
- Microsoft édite la première version du tableur Multiplan.
- Donald Knuth sort la deuxième version du logiciel de composition TeX, TeX82.

## Sociétés
- Création de Sun Microsystems, de Compaq et de Lotus Software.
- Nationalisation de Bull, qui absorbe la SEMS (Société Européenne de Mini-informatique et Systèmes) et Transac.

## Hardware
- Commodore Business Machines Inc. sort le Commodore 64
- Cray annonce le Cray X-MP, le premier superordinateur multiprocesseur vendu par cette société (aout 1982).
- Dragon Data lance le Dragon 32 en Europe.
- Hewlett-Packard lance la station de travail HP-9020A au prix de 28 250 $[2].
- Intel présente le processeur Intel 80286
- Oric commercialise l'Oric-1.
- Sinclair Research lance le ZX Spectrum.
- Thomson-Brandt commercialise le Thomson TO7.